# Vate
Vate (del latín vates), en la sociedad celta protohistórica, era el miembro de uno de los rangos de la clase sacerdotal, siendo los otros ocupados por los druidas y los bardos. El vate se ocupaba del culto, de la adivinación y de la medicina; y en ocasiones realizaba los sacrificios (incluyendo sacrificios humanos) bajo la dirección de los druidas. Aunque solían ser varones, algunas mujeres (como las gallisenae de Île-de-Sein) también ejercían esas funciones.
En la Roma antigua, donde alguna de estas funciones eran desempeñadas por el augur (de origen etrusco), había también "vates", que residían en la colina Vaticana (Vaticanus Mons, vaticiniis ferendis, "colina de los vates", donde se hacían los "vaticinios" -aunque hay otras posibles etimologías-).
En castellano, "vate" se usa como sinónimo de "poeta". el sustantivo "vaticinio" (del latín vaticinium) y el verbo "vaticinar" (del latín vaticinari) son de la misma familia.

## Etimología
Su nombre en lengua gala (uati) significaba "vidente", "adivino", "profeta" u "oráculo". Corresponde en otras lenguas célticas a la palabra galesa gwawd y a la irlandesa fàith. La raíz *uat- se encuentra también en la palabra germánica Wotan, que designaba a la principal divinidad (Odin en las lenguas escandinavas). En la religión védica de la India las funciones del vate eran ejercidas por el adhvaryu (uno de los rangos de los sacerdotes védicos).
La palabra griega ουατεις (ouateis) se encuentra en textos de Timágenes y Estrabón (Γεωγραφικά IV, 4, 4); mientras que la latina vates se usa en Plinio el Viejo (Historia naturalis XXX, 13), Marco Anneo Lucano (Pharsalia I, 448) y Amiano Marcelino (XV, 9).
Se desconoce si la palabra latina y gala son cognatas o si la latina debe considerarse un préstamo lingüístico celta. Ambas derivan posiblemente de la raíz preindoeuropea *wāt- "soplo", "inspiración, "excitación espiritual"; aunque tal raíz no puede rastrearse hasta el proto-indoeuropeo al estar solamente atestiguada con certeza en las lenguas célticas y germánicas (y quizá en las itálicas).  
En la literatura latina la palabra cayó en desuso hasta que fue revivida por Virgilio y Ovidio, que se describía a sí mismo como "el vate de Eros" (Amores 3.9). Virgilio usa el término vannus "abanico" (de la raíz preindoeuropea *wat-nos, comparable con el alto alemán antiguo wadal, alemán moderno Wedel, con el mismo significado, de la raíz preindoeropea *wat-lo-) en un contexto báquico, sugiriendo que la raíz también podía tener un sentido de éxtasis religioso en la zona itálica.
Se usa también la forma eubage o embage, que parece ser una adaptación de vate en lengua francesa.

## Uso en textos clásicos
- Ovates or Vates: The Shamans: "The Vates (modern Ovates) were the shamans [ chamanes ] of the Celts, who foretold the future through augury and human sacrifice, The Latin word VATES, [prophet], probably derives from the Celtic and is cognate with the Irish, Fáith [prophet, seer] and the Welsh Gwawd. ... The druids forecasted, partly by observation of natural objects or occurrences, and partly by cer[t]ain artificial rites: and in the exercise of this function the druid was a fáith or prophet. They drew auguries from observation of the clouds. ... This account of cloud divination [ aeromancia, nefelemancia[14] ] is corroborated by the existence in Irish of the word néladóir for an astrologer or diviner: and neladóracht glosses 'pyromantia' ('divination by fire'), in an old Irish treatise on Latin declension. But the primary meaning ofnéladóir is 'cloud-diviner', and of neladóracht, 'divination by clouds'; for nél, néul, néll, means 'a cloud', even to this day, and not star or fire." (Cita como fuente a Patrick Weston Joyce,[15] The Druids: Their Functions and Powers, en A Social History of Ancient Ireland, 1903 -A social history of ancient Ireland treating of the government, military system, and law ; religion, learning, and art ; trades, industries, and commerce ; manners, customs, and domestic life, of the ancient Irish people-).

- George Crabb,[16] New Pantheon; or, Mythology of all nations. Adapted to the biblical, classical and general reader, but more especially for the use of schools and young persons, 1840, pg. 158:

Althoug the Gauls had, in all probability, their Druids, yet they appear to have had persons with distinct names to perform the several offices which were combined in the order of British Druids. They had their Bardi, Embages, Saronidae, Sennachi and Vacerri. The Bardi, or Bards, were the poets. ... The Embages were their augurs; the Saronidae, the civil judges and instructors of youth; the Vacerri, the priests; and the Sennachi, probably the chronologers and historians.

- John Arnott MacCulloch,[17] The Religion of the Ancient Celts (2009, 1ª edición de 1911), pg. 383:

The Celts had priests called gutuatri attached to certain temples, their name perhaps meaning "the speakers," those who spoke to the gods. The functions of the Druids were much more general...But the probability is that they were a Druidic class, ministers of local sanctuaries, and related to the Druids as the Levites were to the priests of Israel, since the Druids were a composite priesthood with a variety of functions. If the priests and servants of Belenos, described by Ausonius and called by him oedituus Beleni, were gutuatri, then the latter must have been connected with the Druids, since he says they were of Druidic stock. Lucan's "priest of the grove" may habe been a gutuatros, and the priests (sacerdotes) and other ministers (antistites) of the Boii may have been Druids properly so called and gutuatri. ... Our supposition that the gutuatri were a class of Druids is supported by classical evidence, which tends to show tat the Druids were a great inclusie priesthood with different classes possessing different functions -priestly, prophetic, magical, medical, legal, and poetical. Caesar attributes these to the Druids as a whole, but in other writers they are in part at least in the hands of different classes. Diodorus refers to the Celtic philosophers and theologians (Druids), diviners, and bards, as do also Strabo and Timagenes, Strabo giving the Greek form of the native name for the diviners, [Greek: ouateis], the Celtic form being probably vátis (Irish, fáith). These may have been also poets, since vátis means both singer and poet; but in all three writers the bards are a fairly distinct class, who sing the deeds of famous men (so Timagenes). Druid and diviner were also closely connected, since the Druids studied nature and moral philosophy, and the diviners were also students of nature, according to Strabo and Timagenes. No sacrifice was complete without a Druid, say Diodorus and Strabo, but both speak of the diviners as concerned with sacrifice. Druids also prophesied s well as diviners, according to Cicero and Tacitus. Finally, Lucan mentions only Druids and bards.

- Gloria Torres Asensio, Los orígenes de la literatura artúrica, pg. 44: "[La] élite culta de los pueblos célticos medievales era la continuación de la que existió entre los pueblos celtas desde la Antigüedad y que formaba parte de la clase de los druidas, de la que tenemos numerosos testimonios entre los autores latinos y griegos... [que] describieron estas categorías. Así, por citar los más importantes, el historiador griego Diodoro de Sicilia ... (V, 31, 3) ...los adivinos, a los que llama μάντεις, que ejercen su arte mediante la observación del vuelo y el grito de las aves y las víctimas de los sacrificios. Diodoro advierte el gran respeto de los galos por estos hombres especiales, no sólo en los tiempos de paz, sino en las cuestiones de guerra, en las que ejercen papel de mediadores, logrando incluso apaciguar a los ejércitos prestos a enzarzarse en combate... En su Geografía (IV, 4, 3-4) el griego Estrabón ... refiere las tres clases de hombres sagrados entre los galos... «Entre todos [los galos], en general, hay tres grupos de hombres especialmente honrados: los Bardos, los Vates y los Druidas»... habla del papel de los uates («Οὐάτεις») como adivinos y añade que son filósofos naturales, mientras que los druidas cultivan no sólo la filosofía natural, sino también lo que Estrabón llama filosofía moral, aplicando conceptos enteramente griegos a las categorías celtas..."

- Texto de Estrabón en el griego original[18] y en una traducción inglesa:[19]

Παρὰ πᾶσι δ΄ ὡς ἐπίπαν τρία φῦλα τῶν τιμωμένων διαφερόντως ἐστί͵ βάρδοι τε καὶ ὀυάτεις καὶ δρυΐδαι· βάρδοι μὲν ὑμνηταὶ καὶ ποιηταί͵ ὀυάτεις δὲ ἱεροποιοὶ καὶ φυσιολόγοι͵ δρυΐδαι δὲ πρὸς τῆι φυσιολογίαι καὶ τὴν ἠθικὴν φιλοσοφίαν ἀσκοῦσι·
Among all the Gallic peoples, generally speaking, there are three sets of men who are held in exceptional honour; the Bards, the Vates and the Druids. The Bards are singers and poets; the Vates, diviners and natural philosophers; while the Druids, in addition to natural philosophy, study also moral philosophy.
Γεωγραφικά -Geographica-, Libro IV, capítulo 4, párrafo 4.

- Texto de Diodoro en el griego original[20] y en una traducción inglesa:[21]

αὐτοὶ δ´ εἰσὶ τὴν πρόσοψιν καταπληκτικοὶ καὶ ταῖς φωναῖς βαρυηχεῖς καὶ παντελῶς τραχύφωνοι, κατὰ δὲ τὰς ὁμιλίας βραχυλόγοι καὶ αἰνιγματίαι {καὶ τὰ πολλὰ αἰνιττόμενοι συνεκδοχικῶς}· πολλὰ δὲ λέγοντες ἐν ὑπερβολαῖς ἐπ´ αὐξήσει μὲν ἑαυτῶν, μειώσει δὲ τῶν ἄλλων, ἀπειληταί τε καὶ ἀνατατικοὶ καὶ τετραγῳδημένοι ὑπάρχουσι, ταῖς δὲ διανοίαις ὀξεῖς καὶ πρὸς μάθησιν οὐκ ἀφυεῖς. εἰσὶ δὲ παρ´ αὐτοῖς καὶ ποιηταὶ μελῶν, οὓς βάρδους ὀνομάζουσιν. οὗτοι δὲ μετ´ ὀργάνων ταῖς λύραις ὁμοίων ᾄδοντες οὓς μὲν ὑμνοῦσιν, οὓς δὲ βλασφημοῦσι. φιλόσοφοί τέ τινές εἰσι καὶ θεολόγοι περιττῶς τιμώμενοι, οὓς δρουίδας ὀνομάζουσι. χρῶνται δὲ καὶ μάντεσιν, ἀποδοχῆς μεγάλης ἀξιοῦντες αὐτούς· οὗτοι δὲ διά τε τῆς οἰωνοσκοπίας καὶ διὰ τῆς τῶν ἱερείων θυσίας τὰ μέλλοντα προλέγουσι, καὶ πᾶν τὸ πλῆθος ἔχουσιν ὑπήκοον. μάλιστα δ´ ὅταν περί τινων μεγάλων ἐπισκέπτωνται, παράδοξον καὶ ἄπιστον ἔχουσι νόμιμον· ἄνθρωπον γὰρ κατασπείσαντες τύπτουσι μαχαίρᾳ κατὰ τὸν ὑπὲρ τὸ διάφραγμα τόπον, καὶ πεσόντος τοῦ πληγέντος ἐκ τῆς πτώσεως καὶ τοῦ σπαραγμοῦ τῶν μελῶν, ἔτι δὲ τῆς τοῦ αἵματος ῥύσεως τὸ μέλλον νοοῦσι, παλαιᾷ τινι καὶ πολυχρονίῳ παρατηρήσει περὶ τούτων πεπιστευκότες. ἔθος δ´ αὐτοῖς ἐστι μηδένα θυσίαν ποιεῖν ἄνευ φιλοσόφου· διὰ γὰρ τῶν ἐμπείρων τῆς θείας φύσεως ὡσπερεί τινων ὁμοφώνων τὰ χαριστήρια τοῖς θεοῖς φασι δεῖν προσφέρειν, καὶ διὰ τούτων οἴονται δεῖν τἀγαθὰ αἰτεῖσθαι. οὐ μόνον δ´ ἐν ταῖς εἰρηνικαῖς χρείαις, ἀλλὰ καὶ κατὰ τοὺς πολέμους τούτοις μάλιστα πείθονται καὶ τοῖς μελῳδοῦσι ποιηταῖς, οὐ μόνον οἱ φίλοι, ἀλλὰ καὶ οἱ πολέμιοι· πολλάκις δ´ ἐν ταῖς παρατάξεσι πλησιαζόντων ἀλλήλοις τῶν στρατοπέδων καὶ τοῖς ξίφεσιν ἀνατεταμένοις καὶ ταῖς λόγχαις προβεβλημέναις, εἰς τὸ μέσον οὗτοι προελθόντες παύουσιν αὐτούς, ὥσπερ τινὰ θηρία κατεπᾴσαντες. οὕτω καὶ παρὰ τοῖς ἀγριωτάτοις βαρβάροις ὁ θυμὸς εἴκει τῇ σοφίᾳ καὶ ὁ Ἄρης αἰδεῖται τὰς Μούσας.
These people are of a most terrible aspect, and have a most dreadful and loud voice. In their converse they are sparing of their words, and speak many things darkly and figuratively. They are high and hyperbolical in trumpeting out their own praises, but speak slightly and comtemptibly of others. They are apt to menace others, self-opinionated, grievously provoking, of sharp wits, and apt to learn.

Among them they have poets that sing melodious songs, whom they call bards, who to their musical instruments like unto harps, chant forth the praises of some, and the dispraises of others.

There are likewise among them philosophers and divines, whom they call Saronidae, [Nota: Druids; for Saronidae, or Saronids, are of the same signification with Druids, the one of an oak, the other of an hollow oak.] and are held in great veneration and esteem. Prophets likewise they have, whom they highly honour, who foretel future events by viewing the entrails of the sacrifices, and to these soothsayers all the people generally are very observant.

When they consult on some great and weighty matter, they observe a most strange and incredible custom; for they sacrifice a man, striking him with a sword near the diaphragm, cross over his breast, who being thus slain, and falling down, they judge of the event from the manner of his fall, the convulsions of his members, and the flux of blood; and this has gained among them (by long and antient usage) a firm credit and belief.

It is not lawful to offer any sacrifice without a philosopher; for they hold that by these, as men acquainted with the nature of the deity, and familiar in their converse with the gods, they ought to present their thank-offerings, and by these ambassadors to desire such things as are good for them. These Druids and Bards are observed and obeyed, not only in times of peace, but war also, both by friends and enemies.

Many times these philosophers and poets, stepping in between two armies near at hand, when they are just ready to engage, with their swords drawn, and spears presented one against another, have pacified them, as if some wild beasts had been tamed by enchantments. Thus rage is mastered by wisdom, even amongst the most savage barbarans, and Mars himself reverences the Muses.
Βιβλιοθήκη ἱστορική -Bibliotheca historica, V, 31.

- Texto de Plinio el Viejo (en Historia Naturalis), traducción inglesa[23] (aquí indexada como IX, 16):

Of Presages by Fishes... There are also in this Portion of Nature, Auguries: there is Prescience even among Fishes. During the Sicilian War, as Augustus walked along the Shore, a Fish leapt out of the Sea and fell at his Feet; the Prophet (Vates) concluding from this Circumstance, that although Sextus Pompeius was at that Time the adopted of Father Neptune (so great was his naval Glory), yet those who had to this Time held the Power of the Sea were about to fall below the Feet of Caesar.

En el latín original (aquí indexado como IX, 22):

Sunt et in hac parte naturae auguria, sunt et piscibus praescita. Siculo bello ambulante in litore Augusto, piscis e mari ad pedes eius exsiliit: quo argumento vates respondere, Neptunum patrem adoptante tum sibi Sex. Pompeio (tanta erat navalis rei gloria) sub pedibus Caesaris futuros, qui maria tempore illo tenerent.

En cambio, el fragmento considerado en el texto del artículo (XXX, 13) no parece corresponder con ninguna aparición de la palabra vate pero sí estos otros:

Nisi forte Homero vate Graeco nullum felicius exstitisse convenit, sive operis fortuna sive materia aestimetur. (VII, 30)...
... utinamque falsum hoc, et non a vate dictum quamplurimi iudicent! (VII, 40)...
Forma equorum, quales maxime legi oporteat, pulcherrime quidem Virgilio vate absoluta est. (VIII, 65)...
... descriptus ab Herophilo medicinae vate, miranda arte... (XI, 68)...
Et Eunius antiquissimus vates obsidionis famem exprimens, offam eripuisse plorantibus liberis patres commemorat. (XVIII, 19)...
... Etruriae celeberrimus vates Olenus Calenus praeclarum id fortunatumque cernens... (XXVIII, 4).

- Texto de Lucano (en Pharsalia, I):[26]

sed mihi iam numen; nec, si te pectore uates (63) ...
uos quoque, qui fortes animas belloque peremptas laudibus in longum uates dimittitis aeuum, plurima securi fudistis carmina, Bardi. (448) ...
acciri uates. quorum qui maximus aeuo (584) ...
terruit ipse color uatem; (616-618?)

- Texto de Amiano Marcelino (en Historia, 14.1.7. y  15.9.8.), traducción española[27] (la primera se refiere a Grecia y Roma y la segunda a las Galias):

... lo que susurraba al oído un padre de familia a su esposa en la mayor intimidad, sin que estuviera presente ningún siervo de la casa, al día siguiente era conocido por el emperador, como si se lo hubiesen contado Anfiarao o Marcio, adivinos ilustre en otra época [nota: Anfiarao fue un famoso adivino que formó parte de la expedición de los Argonautas... Y, en cuanto a Marcio, es otro antiguo vate que, de acuerdo con Livio (25, 12, 5), predijo el resultado de la batalla de Cannas.]...
Una vez civilizadas paulatinamente las gentes de estas regiones, se desarrolló el estudio de las artes liberales, alentado por los bardos, euhages [Nota: es decir, vates] y druidas. Los bardos fueron cantando las hazañas  de hombres ilustres en versos heroicos, acompañados por los dulces sones de la lira; en cambio los euhages, con pretensiones más altas, intentaban mostrar las leyes sublimes de la naturaleza. Por su parte los druidas, de inteligencia superior, unidos por comunidades fraternales, como determinó la autoridad de Pitágoras, intentaron alcanzar la respuesta a cuestiones ocultas y elevadas. Además, despreciando los asuntos humanos, proclamaron la inmortalidad de las almas.